# Moisés Corozo
Moisés Corozo (n. Guayaquil, Ecuador; 25 de octubre de 1992) es un futbolista ecuatoriano. Juega de defensa y su equipo actual es Olmedo de la Segunda Categoría de Ecuador.

## Trayectoria

### Inicios
Comenzó su carrera en equipos de Segunda Categoría del Guayas, el primero fue Panamá Sporting Club en 2010 donde jugó 18 partidos y anotó dos goles. En 2012 estuvo en Norte América, disputó cinco partidos en el torneo provincial de Segunda Categoría.

### Trofense
A mediados de 2012 fue cedido a préstamo al Trofense de la tercera categoría de Portugal, tuvo acción en 13 partidos.

### Regreso a Ecuador
En su vuelta al país vistió la camiseta de Ferroviarios en 2013 para disputar la Serie B. En 2014 dio al salto a la primera división, fichó por Deportivo Cuenca de la Serie A.

### Macará
En 2016 fue contratado por Macará de Ambato, con el equipo celeste se afianzó en el rol titular desde su primera temporada; en el 2018 debutó a nivel internacional en la Copa Libertadores ante Deportivo Táchira de Venezuela.

### Liga Deportiva Universitaria
Su buen desempeño en el conjunto ambateño lo llevó a ser fichado por Liga Deportiva Universitaria en 2020, con los albos llegó a la final del torneo nacional ese año, además ganó en la Supercopa de Ecuador, repitió el título en 2021. Dejó el club a inicios de 2023 rescindiendo su contrato.

### Mushuc Runa
El 18 de enero de 2023 firmó con Mushuc Runa Sporting Club de Ecuador.

## Selección nacional
Ha sido internacional con la selección de fútbol de Ecuador. El 14 de noviembre de 2019 debutó en un amistoso contra Trinidad y Tobago en la que su selección ganó por 3-0 en Portoviejo. En 2021 volvió a ser convocado por el técnico Gustavo Alfaro para el amistoso contra Bolivia en marzo de ese año, meses después intregó la nómina que jugó contra Bolivia en La Paz por la eliminatorias a Catar 2022. 

### Participaciones en eliminatorias
| Eliminatorias      | Sede            | Resultado   | Partidos | Goles |
| ------------------ | --------------- | ----------- | -------- | ----- |
| Eliminatorias 2022 | América del Sur | Clasificado | 0        | 0     |

### Partidos internacionales
Actualizado al último partido disputado el 14 de noviembre de 2019.
| \| N.° \| Fecha \| Ciudad \| Rival \| Resultado \| Resultado \| Competencia \| \| --- \| ----------------------- \| ---------- \| ----------------- \| --------- \| --------- \| ----------- \| \| 1. \| 14 de noviembre de 2019 \| Portoviejo \| Trinidad y Tobago \| 3-0 \| Victoria \| Amistoso \| |                         |            |                   |           |           |             |
| N.° | Fecha                   | Ciudad     | Rival             | Resultado | Resultado | Competencia |
| 1. | 14 de noviembre de 2019 | Portoviejo | Trinidad y Tobago | 3-0       | Victoria  | Amistoso    |

## Estadísticas

### Clubes
Actualizado al último partido disputado el 10 de noviembre de 2024.
| Club                                   | Div.                | Temporada           | Liga  | Liga  | Copas nacionales | Copas nacionales | Copas internacionales | Copas internacionales | Total | Total |
| Club                                   | Div.                | Temporada           | Part. | Goles | Part.            | Goles            | Part.                 | Goles                 | Part. | Goles |
| -------------------------------------- | ------------------- | ------------------- | ----- | ----- | ---------------- | ---------------- | --------------------- | --------------------- | ----- | ----- |
| Panamá S. C. · Ecuador                 | 3.ª                 | 2010                | 18    | 2     | Inexistentes     | Inexistentes     | Inexistentes          | Inexistentes          | 18    | 2     |
| Panamá S. C. · Ecuador                 | 3.ª                 | 2011                | 16    | 2     | Inexistentes     | Inexistentes     | Inexistentes          | Inexistentes          | 16    | 2     |
| Panamá S. C. · Ecuador                 | Total club          | Total club          | 34    | 4     | 0                | 0                | 0                     | 0                     | 34    | 4     |
| C. S. Norte América · Ecuador          | 3.ª                 | 2012                | 5     | 0     | Inexistentes     | Inexistentes     | Inexistentes          | Inexistentes          | 5     | 0     |
| C. S. Norte América · Ecuador          | Total club          | Total club          | 5     | 0     | 0                | 0                | 0                     | 0                     | 5     | 0     |
| Trofense Portugal                      | 3.ª                 | 2012-13             | 13    | 0     | —                | —                | Inexistentes          | Inexistentes          | 13    | 0     |
| Trofense Portugal                      | Total club          | Total club          | 13    | 0     | 0                | 0                | 0                     | 0                     | 13    | 0     |
| Ferroviarios · Ecuador                 | 2.ª                 | 2013                | 5     | 1     | Inexistentes     | Inexistentes     | Inexistentes          | Inexistentes          | 5     | 1     |
| Ferroviarios · Ecuador                 | Total club          | Total club          | 5     | 1     | 0                | 0                | 0                     | 0                     | 5     | 1     |
| Deportivo Cuenca · Ecuador             | 1.ª                 | 2014                | 16    | 0     | Inexistentes     | Inexistentes     | Inexistentes          | Inexistentes          | 16    | 0     |
| Deportivo Cuenca · Ecuador             | 1.ª                 | 2015                | 28    | 0     | Inexistentes     | Inexistentes     | Inexistentes          | Inexistentes          | 28    | 0     |
| Deportivo Cuenca · Ecuador             | Total club          | Total club          | 44    | 0     | 0                | 0                | 0                     | 0                     | 44    | 0     |
| Macará · Ecuador                       | 2.ª                 | 2016                | 30    | 1     | Inexistentes     | Inexistentes     | Inexistentes          | Inexistentes          | 30    | 1     |
| Macará · Ecuador                       | 1.ª                 | 2017                | 43    | 0     | Inexistentes     | Inexistentes     | Inexistentes          | Inexistentes          | 43    | 0     |
| Macará · Ecuador                       | 1.ª                 | 2018                | 43    | 6     | Inexistentes     | Inexistentes     | 2                     | 0                     | 45    | 6     |
| Macará · Ecuador                       | 1.ª                 | 2019                | 33    | 6     | 2                | 0                | 4                     | 0                     | 39    | 6     |
| Macará · Ecuador                       | Total club          | Total club          | 149   | 13    | 2                | 0                | 6                     | 0                     | 157   | 13    |
| Liga Deportiva Universitaria · Ecuador | 1.ª                 | 2020                | 22    | 4     | 0                | 0                | 4                     | 0                     | 26    | 4     |
| Liga Deportiva Universitaria · Ecuador | 1.ª                 | 2021                | 17    | 1     | 1                | 0                | 4                     | 0                     | 22    | 1     |
| Liga Deportiva Universitaria · Ecuador | 1.ª                 | 2022                | 13    | 0     | 0                | 0                | 3                     | 0                     | 16    | 0     |
| Liga Deportiva Universitaria · Ecuador | Total club          | Total club          | 52    | 5     | 1                | 0                | 11                    | 0                     | 64    | 5     |
| Mushuc Runa · Ecuador                  | 1.ª                 | 2023                | 7     | 0     | 0                | 0                | —                     | —                     | 7     | 0     |
| Mushuc Runa · Ecuador                  | Total club          | Total club          | 7     | 0     | 0                | 0                | 0                     | 0                     | 7     | 0     |
| ADT · Perú                             | 1.ª                 | 2024                | 0     | 0     | —                | —                | —                     | —                     | 0     | 0     |
| ADT · Perú                             | Total club          | Total club          | 0     | 0     | 0                | 0                | 0                     | 0                     | 0     | 0     |
| El Nacional · Ecuador                  | 1.ª                 | 2024                | 6     | 0     | 1                | 0                | —                     | —                     | 7     | 0     |
| El Nacional · Ecuador                  | Total club          | Total club          | 6     | 0     | 1                | 0                | 0                     | 0                     | 7     | 0     |
| Olmedo · Ecuador                       | 3.ª                 | 2025                | 0     | 0     | 0                | 0                | —                     | —                     | 0     | 0     |
| Olmedo · Ecuador                       | Total club          | Total club          | 0     | 0     | 0                | 0                | 0                     | 0                     | 0     | 0     |
| Total en su carrera                    | Total en su carrera | Total en su carrera | 315   | 23    | 4                | 0                | 17                    | 0                     | 336   | 23    |
| 1. 2.                                  |                     |                     |       |       |                  |                  |                       |                       |       |       |

## Palmarés

### Campeonatos nacionales
| Título               | Club                         | País    | Año  |
| -------------------- | ---------------------------- | ------- | ---- |
| Supercopa de Ecuador | Liga Deportiva Universitaria | Ecuador | 2020 |
| Supercopa de Ecuador | Liga Deportiva Universitaria | Ecuador | 2021 |
| Copa Ecuador         | El Nacional                  | Ecuador | 2024 |

### Distinciones individuales
| Distinción                          | Año  |
| ----------------------------------- | ---- |
| 11 ideal del Campeonato Ecuatoriano | 2019 |
| 11 ideal del Campeonato Ecuatoriano | 2020 |